# Marcos Witt
Marcos Witt (San Antonio, Texas, 19 de maio de 1962) é um cantor, compositor e pastor evangélico estadunidense.

## Biografia
Nascido em 1962, seu pai, Jerry Witt, missionário protestante no México, faleceu quando Marcos completou 2 anos de idade. Sua mãe, Nola Holder se casou novamente com Francisco Warren que assumiu Marcos como filho. Ainda jovem foi designado como ministro musical em uma congregação cristã de San Antonio e estudou música clássica na Universidad de Juarez, em Durango (México). Logo continuou sua preparação musical e ministerial na Universidade de Nebraska e em um conservatório privado.

## Carreira
Seu primeiro disco “Canción a Dios”, produzido em 1986, marca o início formal de sua carreira musical. Porém foi em 1991 com o disco “Proyecto AA” que internacionalizou sua música (entre algumas canções se destaca "Renuévame" (Renova-me), música que atualmente se canta em todas as igrejas cristãs). Em 1986 se casou com a americana Miriam Lee, com quem tem quatro filhos (Elena Jannette, Jonathan David, Kristofer Marcos y Carlos Franklin). Também fundou uma gravadora chamada CanZion Producciones, que administra sua carreira e também de outros cantores de Música cristã contemporânea latina. Além de presidir a CanZion Producciones fundou também o selo Pulso Records e Más que Música. Também fundou o Instituto CanZion.
Durante sua carreira realizou numerosos concertos, como a celebração noturna (denominada "Homenaje a Jesus"), no Estádio Azteca, Cidade do México, e em outros lugares da América Latina.
Em setembro de 2002, Marcos Witt passa a ser pastor da comunidade hispana da Lakewood Church (uma das maiores igrejas evangélicas do mundo). Ao longo de sua trajetória Marcos Witt se apresentou em diversas cidades e países como Panamá, Chile, Brasil, México, Colômbia, Porto Rico, dentre outros, também vencendo o Grammy Latino.

## Discografia
| Ano de Lançamento | Título                      | Gravadora        |
| 1986              | Canción a Dios              | CanZion          |
| 1988              | Adoremos!                   | CanZion Word     |
| 1991              | Proyecto AA                 | CanZion Word     |
| 1991              | Tú y Yo                     | CanZion Word     |
| 1992              | Te Anhelo                   | CanZion          |
| 1992              | Te Exaltamos                | CanZion          |
| 1993              | Poderoso                    | CanZion Word     |
| 1994              | Lo Mejor de Marcos          | CanZion          |
| 1994              | ¡Alabadle!                  | CanZion          |
| 1995              | Recordando… Una Misma Senda | CanZion          |
| 1996              | Venció                      | CanZion          |
| 1996              | Es Navidad                  | CanZion          |
| 1998              | Preparad el Camino          | CanZion          |
| 1998              | Lo Mejor de Instrumentales  | CanZion          |
| 1998              | Lo Mejor de Marcos II       | CanZion          |
| 1999              | Enciende Una Luz            | CanZion          |
| 2000              | Homenaje a Jesús            | CanZion          |
| 2000              | Vencéu                      | CanZion          |
| 2000              | El Volverá                  | CanZion          |
| 2001              | Vivencias                   | CanZion          |
| 2001              | Sana Nuestra Tierra         | CanZion          |
| 2002              | El Encuentro                | CanZion          |
| 2003              | Lo Mejor de Marcos III      | CanZion          |
| 2003              | Dios de Pactos              | CanZion          |
| 2003              | Amazing God                 | CanZion          |
| 2004              | Recordando Otra Vez         | CanZion Sony BMG |
| 2004              | Tiempo de Navidad           | CanZion Sony BMG |
| 2004              | Antologia                   | CanZion Sony BMG |
| 2005              | Dios es Bueno               | CanZion Sony BMG |
| 2005              | Christmas Time              | CanZion          |
| 2006              | Alegría                     | CanZion Sony BMG |
| 2007              | Sinfonía del Alma           | CanZion          |
| 2008              | Sobrenatural                | CanZion          |
| 2009              | En Adoración                | CanZion          |
| 2011              | Concierto 25 Años           | CanZion          |
| 2014              | Sigues Siendo Dios          | CanZion          |

## Prêmios
- Gente (em 2001)
- “ Visita Ilustre” (2006) - na cidade de Rancagua (Chile) – concedido pelo prefeito Carlos Arellano Baeza.
- Grammy (em Setembro de 2003, 2004 e Novembro de 2006, 2007) por melhor Álbum de Música Cristã (em língua espanhola).

## Livros
- O que fazemos com estes músicos? Marcos Witt - (publicado no Brasil pela W4 Editora).
- Senhor em que posso te servir?  Marcos Witt - (publicado no Brasil pela W4 Editora).
- Adoremos! Marcos Witt - (Publicado no Brasil, pela Editora Vida).